# Rudno (Slowakije)
Rudno  is een Slowaakse gemeente in de regio Žilina, en maakt deel uit van het district Turčianske Teplice.
Rudno telt 221 inwoners.